# Солинки
Солинки (пол. Solinki) — деревня в Бяльском повете Люблинского воеводства Польши. Входит в состав гмины Константынув. По данным переписи 2011 года, в деревне проживало 116 человек.

## География
Деревня расположена на востоке Польши, на расстоянии приблизительно 12 километров к северу от города Бяла-Подляска, административного центра повета. Абсолютная высота — 151 метр над уровнем моря. К востоку от населённого пункта проходит региональная автодорога 811.

## История
Согласно «Справочной книжке Седлецкой губернии на 1875 год» деревня Солинки входила в состав гмины Заканале Константиновского уезда Седлецкой губернии. В 1912 году Константиновский уезд был передан в состав новообразованной Холмской губернии.
В 1975—1998 годах деревня входила в состав Бяльскоподляского воеводства.

## Население
Демографическая структура по состоянию на 31 марта 2011 года:
|         | Всего | До трудоспособного возраста | Трудоспособного возраста | Старше трудоспособного возраста |
| ------- | ----- | --------------------------- | ------------------------ | ------------------------------- |
| Мужчины | 55    | 6                           | 37                       | 12                              |
| Женщины | 61    | 13                          | 33                       | 15                              |
| Всего   | 116   | 19                          | 70                       | 27                              |